# کارل رز
کارل رز (انگلیسی: Karl Rose؛ زادهٔ ۱۲ اکتبر ۱۹۷۸) بازیکن فوتبال اهل بریتانیا است.
از باشگاه‌هایی که در آن بازی کرده‌است می‌توان به باشگاه فوتبال بارنزلی، باشگاه فوتبال منزفیلد تاون، باشگاه فوتبال روچدیل، و باشگاه فوتبال تاموورث اشاره کرد.